# 公子围龟
公子围龟（？—前586年），子姓，名围龟，字子灵，是宋文公之子，宋共公之弟。
前594年，宋国右师华元前往楚国做人质，在前589年前，华元回国，公子围龟代替他做人质。前586年，公子围龟结束了人质生涯，回到宋国，华元设享礼招待他。公子围龟请求擂鼓呼叫着走出华元家的门，又擂鼓呼叫着进去，说：“这是在演习进攻华氏。”宋共公把公子围龟杀了。
这年冬季，诸侯商量再次会见，宋共公以公子围龟之事为由谢绝参与。
公子围龟的后代以其字子灵为氏，立灵氏，也是后世灵姓的来源。公子围龟的后裔灵不缓曾为宋国左师。